# Гальцина, Наталья Васильевна
Наталья Васильевна Га́льцина (род. 1947) — артистка балета, театральный педагог, искусствовед, заслуженная артистка Карельской АССР (1975), заслуженная артистка РСФСР (1981).

## Биография
В 1966 окончила Пермское хореографическое училище, где её учителями были Г. К. Кузнецова и Ю. И. Плахт.
В 1966—1994 годах — солистка балета, ведущая балерина Музыкально-драматического театра Карельской АССР (Петрозаводск). Участвовала в гастролях театра в Финляндии, Швеции, Франции, Германии, Норвегии.
С 1994 года — педагог классического танца петрозаводской школы искусств № 1. Автор и ведущая цикла передач «Площадь искусств» на Карельском телевидении в 1994—1997 годах. Исполняла роли в драматических спектаклях «Двое на качелях» У. Гибсона (Гитель), «Шампанское с валерьянкой» С. Мрожека (Вдова) и др.
В 2004 году издала книгу о первом директоре Музыкального театра Республики Карелия Сергее Звездине «Стоит жить!»; в 2017 году вышла в свет книга «Автопортрет на фоне карельского балета» (Премия Республики Карелия в области литературы, 2018)
В 2005 году получила высшее образование, окончив Академию русского балета имени А. Я. Вагановой.
Кандидат искусствоведения (2008) — кандидатская работа по теме «Становление и развитие национального балетного театра Карелии (Карельской АССР) в 1950—1970-х годах».
С 2009 года — художественный руководитель детской балетной студии Музыкального театра Республики Карелия.

## Репертуар
- 1967 — «Сампо» Г.-Р. Синисало — Невеста; «Жизель» А. Адана — Жизель; «Дон Кихот» Л. Минкуса — Китри
- 1968 — «Спящая красавица» П. И. Чайковского — Фея Сирени, Аврора
- 1970, 1989 ― «Лебединое озеро» П. И. Чайковского — Одетта ― Одиллия
- 1971 — «Перекрёсток» на музыку Д. Д. Шостаковича, Б. Бартока и др. — Офелия, Соледат
- 1974 — «Кижская легенда» Г.-Р. Синисало — Олёна, Маринка
- 1975 — «Тщетная предосторожность» Ф. Герольда — Лиза
- 1976 — «Венская фантазия» на музыку И. Штрауса — Киарина
- 1978 — «Ромео и Юлия» на музыку Г. Берлиоза — Юлия
- 1982 — «Сотворение мира» А. П. Петрова — Чертовка
- 1985 — «Сампо» Г.-Р. Синисало  — Лоухи, Мать Лемминкяйнена
- 1987 — «Западня» А. Б. Журбина — Дженни-Малина
- 1990 — «Анна Каренина» Р. К. Щедрина — Анна
- 1994 — «Щелкунчик» П. И. Чайковского — Маша-принцесса

## Награды и премии
- Почётная грамота Президиума Верховного Совета Карельской АССР (1974)
- заслуженный артист Карельской АССР (1975)
- заслуженный артист РСФСР (1981)
- орден «Знак Почёта» (1986)
- Государственная премия РСФСР имени М. И. Глинки (1986) — за исполнение партии Лоухи в новой редакции балетного спектакля «Сампо» Г.-Р. Н. Синисало, поставленного на сцене МТ Карельской АССР
- премия Республики Карелия в области культуры, искусства и литературы (2018)